# Greg Van Avermaet
Greg Van Avermaet (født 17. maj 1985) er en belgisk forhenværende professionel cykelrytter. Han var som ryttertype puncheur med en rimelig spurt. Han var primært klassikerspecialist, men vandt også flere etapesejre i de store etapeløb. Han er etapevinder i Vuelta a España i (2008) og i Tour de France (2015). Han vandt guld i linjeløbet ved OL i 2016 i Rio.

## Resultater

### Grand Tour tidslinje
| Grand Tour | 2008 | 2009 | 2010 | 2011 | 2012 | 2013 | 2014 | 2015 | 2016 |
| ---------- | ---- | ---- | ---- | ---- | ---- | ---- | ---- | ---- | ---- |
| Giro       | —    | —    | —    | —    | —    | —    | —    | —    | —    |
| Tour       | —    | 89   | —    | —    | —    | —    | 38   | WD   | 44   |
| Vuelta     | 66   | —    | 49   | 83   | —    | —    | —    | —    | —    |

WD = Gennemførte ikke; I gang = IP

### Tidslinje over klassikere
| År   | Omloop Het Nieuwsblad | Strade Bianche | Milano-Sanremo | Gent-Wevelgem | Flandern Rundt | Paris-Roubaix | Amstel Gold Race | Liège-Bastogne-Liège | Paris-Tours |
| ---- | --------------------- | -------------- | -------------- | ------------- | -------------- | ------------- | ---------------- | -------------------- | ----------- |
| 2010 | 108                   | 14             | 47             | -             | 39             | 27            | -                | -                    | 16.         |
| 2011 | 30                    | 9              | 9              | 13            | 22             | -             | 24               | 7                    | 1           |
| 2012 | 4                     | 5              | 69             | 27            | 4              | -             | 36               | 73                   | 6           |
| 2013 | 5                     | 6              | 36             | 3             | 7              | 4             | 16               | 63                   | 48          |
| 2014 | 2                     | -              | 25             | 28            | 2              | 17            | 40               | -                    | 39          |
| 2015 | 6                     | 2              | 19             | 36            | 3              | 3             | 5                | -                    | 3           |
| 2016 | 1                     | 6              | 5              | 9             | DNF            | -             | -                | -                    | 77          |
| 2017 | 1                     | 2              | 21             | 1             | 2              | 1             | 12               | 11                   |             |

DNF = Gennemførte ikke; - = Deltog ikke